# 竇驍
竇驍（英語：Shawn Dou，1988年12月15日—），加拿大华裔男演员。出道作品是2010年張藝謀執導的《山楂樹之戀》，出演電影中的男主角“老三”，並而開始被人所認識。2017年，在《楚喬傳》中飾演燕洵，而成功走紅。妻子為澳門富商何鴻燊之女何超蓮。

## 生平
竇驍出生於中國陝西省西安市，爺爺是文工團的團長擔任樂團的指揮，父親曾在樂團吹单簧管；竇驍小學四年級時隨父母遠赴加拿大移民，並在溫哥華渡過了青年時代。當時他在加拿大的夢想是做髮型師，曾在髮型社做3年多的學徒；竇驍原本打算中學畢業後，前往英國深造，攻讀髮型設計和化妝，他認為“髮型和化妝都是實用的藝術，給人自信以及美麗”；後來受到朋友的起哄，他在18歲時就參加了加拿大當地舉辦的《SunShine Nation》並獲得Sunshine Boyz冠軍而開始想成為演員。2008年回到中國考入北京電影學院表演系，主修攝影。

## 個人生活
- 2019年4月28日，竇驍和何超蓮微博同步發文正式官宣戀情。
- 2023年4月18日，竇驍和何超蓮在巴厘島舉行婚禮。

## 演藝經歷

### 電影

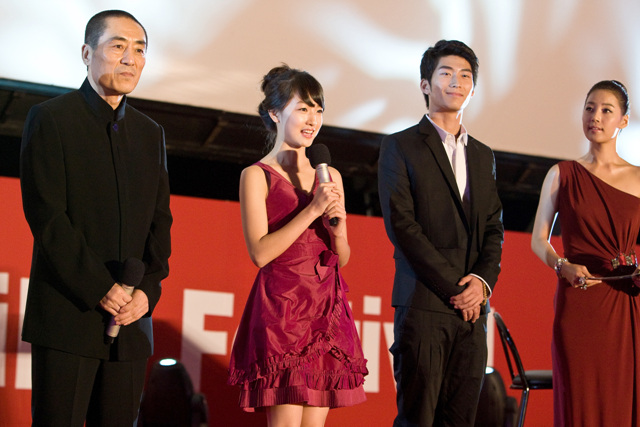
竇驍（右二）2010年出席《山楂樹之戀》在
釜山國際電影節的首映禮

2010年，當時還在北京電影學院讀本科表演系的竇驍，因主演了由著名導演張藝謀執導，改編自同名小說的電影《山楂樹之戀》(2010)成名並開始被人所認識。之後他相繼出演了《秋之白華》(2011)《賽車傳奇》(2011)《傾城之淚》(2011)《大追捕》(2012)等影片，各電影分別涉及愛情、運動、警匪、動作，題材幾乎完全不重樣。其中，竇驍在《大追捕》中的戲份不多，扮演的是年輕時代的男主角“王遠陽”，但卻是竇驍第一次以粵語對白出演電影。其後經過1年半的沉寂，走出合約糾紛的竇驍以極限運動為主題的電影《城市遊戲》(2014)又開始出現在電影銀幕之中。
竇驍在2015年是目前產量最多的一年，這年共播出了他參演的四部電影，分別是《狼圖騰》(2015)、《我是女王》(2015)、《新步步驚心》(2015)和《破風》(2015)。其中於2015年2月上映的《狼圖騰》(2015)是一部由法國導演让-雅克·阿诺（法語：Jean-Jacques Annaud）執導，該電影改編自同名小說的電影，竇驍接受訪問時曾坦然參演電影《狼圖騰》不是一件容易的事，《狼圖騰》的拍攝週期長達8個月，竇驍和主演馮紹峰為了此片都要接受與狼相處的訓練並要在拍攝期間忍受蚊災、風雪酷寒、停電等狀況。雖然如此竇驍對參演電影《狼圖騰》仍然感到很開心，並為了演繹劇中下鄉的知青青年“楊克”學習馬頭琴和呼麥，及學會了騎馬。
2015年3月與張鈞甯和俞灝明一起主演根據魯迅文學獎得主魯敏的同名小說改編，由導演張巳陽執導，梅峰編劇的電影《六人晚餐》。2015年6月分別拍攝了《一切都好》及和约瑟夫·费因斯拍攝以二戰期間日本在中國設立的最大的集中營為背景的電影《終極勝利》。竇驍在電影《終極勝利》中飾演的徐牛是李愛銳的中國朋友。在李愛銳被關入集中營後，徐牛多方奔走斡旋，最終解救出一千多名被囚禁的盟軍外國同胞。

### 電視劇
竇驍於2015年開始接拍電視劇，已參與的劇目包括《九州·海上牧雲記》、《楚喬傳》、《海上繁花》、《十年三月三十日》、《燕雲台》和《歡樂頌》。

### 其他
竇驍於2014年首次綜藝節目處女秀《奔跑吧兄弟第一季》，並作為嘉賓參與錄製首集。其後，2015年他加盟湖南衛視綜藝節目《全員加速中》，作為固定成員。同年竇驍參與紀錄片《穿行新西蘭》，並到新西蘭遠行30天，行程中貫穿10條騎行與駕駛的經典線路以及10餘項戶外極限運動。

## 感情生活
2019年4月28日，竇驍被拍得與澳門富商何鴻燊之女何超蓮於升降機上激吻。隨後，竇驍於微博承认与何超蓮的戀情，兩人同時間於微博發文寫上一模一樣的字句：「哈哈哈～ hi Babe 狗糧狗糧 。」透過微博間接地叫對方做「Babe（寶貝）」，而竇驍亦是何超蓮繼與吳克群分手後第一個承認的男友。2023年4月18日，兩人在巴厘島結婚。

## 影視作品

### 電影
| 上映年度 | 剧名       | 角色           | 備註 |
| -------- | ---------- | -------------- | ---- |
| 2010年   | 山楂树之恋 | 老三           |      |
| 2011年   | 秋之白华   | 瞿秋白         |      |
| 2011年   | 赛车传奇   | 叶浩城         |      |
| 2011年   | 金陵十三钗 | 国军           | 客串 |
| 2011年   | 倾城之泪   | 陈升           |      |
| 2012年   | 大追捕     | 王遠陽（少年） |      |
| 2012年   | 危险关系   | 戴文舟         |      |
| 2014年   | 城市游戏   | 张玮柏         |      |
| 2015年   | 狼图腾     | 杨克           |      |
| 2015年   | 我是女王   | 馬克           |      |
| 2015年   | 破風       | 邱田           |      |
| 2015年   | 新步步驚心 | 十四阿哥       |      |
| 2016年   | 一切都好   | 管全           |      |
| 2016年   | 終極勝利   | 徐牛           |      |
| 2017年   | 六人晚餐   | 丁成功         |      |
| 2019年   | 天·火      | 正楠           |      |
| 2021年   | 1921       | 陈潭秋         |      |
| 2021年   | 不速来客   | 马明亮         |      |
| 2024年   | 传说       | 霍去病         |      |
| 待上映   | 敦煌英雄   | 曹光宗         |      |
| 待上映   | 日月       | 后羿           |      |

### 電視劇
| 首播年份 | 劇名                 | 角色     |
| -------- | -------------------- | -------- |
| 2017     | 楚喬傳               | 燕洵     |
| 2017     | 九州·海上牧雲記      | 穆如寒江 |
| 2019     | 愛上你，治愈我       | 颜书仁   |
| 2019     | 時間都知道           | 叶珈成   |
| 2019     | 十年三月三十日       | 靳燃     |
| 2020     | 燕云台               | 韓德讓   |
| 2021     | 我们的新时代         | 刘夕石   |
| 2021     | 海上繁花(2016年拍攝) | 雷宇峥   |
| 2022     | 良辰好景知几何       | 蕭北辰   |
| 2022     | 歡樂頌3              | 戴維     |
| 2023     | 歡樂頌4              | 戴維     |
| 2024     | 歡樂頌5              | 戴維     |
| 2025     | 掌心(網絡劇)         | 元少城   |
| 2025     | 长安的荔枝           | 卢奂     |
| 待播     | 超感迷宫(網絡劇)     |          |
| 待播     | 焰火明城             |          |
| 待播     | 主角                 |          |

## 綜藝節目

### 固定/飛行嘉賓
- 2014年《奔跑吧兄弟》第1期飛行嘉賓
- 2015-2016年《全员加速中》第1-9期(除第8期)

## 奖项
| 年份 | 頒獎典禮              | 獎項                             | 剧名           | 結果 |
| ---- | --------------------- | -------------------------------- | -------------- | ---- |
| 2010 | 腾讯星光大典          | 年度潜力电影演员奖               | 《山楂树之恋》 | 獲獎 |
| 2010 | 第5届BQ红人榜颁奖盛典 | 年度电影新人奖                   | 《山楂树之恋》 | 獲獎 |
| 2011 | 第14届华表奖          | 优秀境外华裔男演员               | 《山楂树之恋》 | 提名 |
| 2011 | 第5届FIRST青年电影展  | 最受国际大学生瞩目华语电影人新人 | 《山楂树之恋》 | 獲獎 |
| 2011 | 影视风云榜新势力盛典  | 最受欢迎电影男演员奖             | 《山楂树之恋》 | 獲獎 |
| 2016 | 第11届巴黎中国电影节  | 最佳男演员                       | 《六人晚餐》   | 獲獎 |

## 合約糾紛
張藝謀與張偉平在2012年9月終止了合作而引起了竇驍、周冬雨、倪妮等12人新畫面影業簽約演員的“經紀約糾紛”。2014年1月5日，北京法院網官方微博“京法網事”宣佈竇驍和新畫面影業解除經紀約，同時竇驍要向新畫面公司賠償相應經濟損失300萬。

## 外部連結
- 竇驍的新浪微博

| 前任： 温國祥 | Sunshine Boyz 冠軍 竇驍 | 繼任： 陳超 |